# Poliopastea xantholopa
Poliopastea xantholopa är en fjärilsart som beskrevs av Paul Dognin 1919. Poliopastea xantholopa ingår i släktet Poliopastea och familjen björnspinnare. Inga underarter finns listade i Catalogue of Life.